# Панова Яна Василівна
Яна Панова ({нар. 28 листопада 1980, місто Каракол, Іссик-Кульська область) — киргизька борчиня вільного стилю, чотириразова срібна та чотириразова бронзова призерка чемпіонатів Азії, дворазова бронзова призерка Азійських ігор. Майстер спорту Киргизстану із дзюдо, заслужений майстер спорту Киргизстану з вільної боротьби серед жінок, заслужений тренер Киргизстану.

## Життєпис
Виступала за спортивний клуб «Політехнік» Бішкек. Тренер — Таалай Каюмов.

## Спортивні результати на міжнародних змаганнях

### Виступи на Чемпіонатах світу
| Змагання                        | Збірна     | Вагова категорія          | Місце |
| ------------------------------- | ---------- | ------------------------- | ----- |
| Чемпіонат світу з боротьби 1999 | Киргизстан | жіноча боротьба, до 75 кг | 6     |
| Чемпіонат світу з боротьби 2001 | Киргизстан | жіноча боротьба, до 68 кг | 10    |
| Чемпіонат світу з боротьби 2003 | Киргизстан | жіноча боротьба, до 72 кг | 18    |
| Чемпіонат світу з боротьби 2005 | Киргизстан | жіноча боротьба, до 67 кг | 11    |
| Чемпіонат світу з боротьби 2006 | Киргизстан | жіноча боротьба, до 72 кг | 17    |
| Чемпіонат світу з боротьби 2007 | Киргизстан | жіноча боротьба, до 72 кг | 26    |
| Чемпіонат світу з боротьби 2009 | Киргизстан | жіноча боротьба, до 72 кг | 19    |
| Чемпіонат світу з боротьби 2011 | Киргизстан | жіноча боротьба, до 72 кг | 20    |

### Виступи на Чемпіонатах Азії
| Змагання                       | Збірна     | Вагова категорія          | Місце  |
| ------------------------------ | ---------- | ------------------------- | ------ |
| Чемпіонат Азії з боротьби 1999 | Киргизстан | жіноча боротьба, до 75 кг | Срібло |
| Чемпіонат Азії з боротьби 2000 | Киргизстан | жіноча боротьба, до 68 кг | Срібло |
| Чемпіонат Азії з боротьби 2001 | Киргизстан | жіноча боротьба, до 68 кг | Срібло |
| Чемпіонат Азії з боротьби 2004 | Киргизстан | жіноча боротьба, до 67 кг | Срібло |
| Чемпіонат Азії з боротьби 2005 | Киргизстан | жіноча боротьба, до 67 кг | Бронза |
| Чемпіонат Азії з боротьби 2006 | Киргизстан | жіноча боротьба, до 67 кг | Бронза |
| Чемпіонат Азії з боротьби 2007 | Киргизстан | жіноча боротьба, до 72 кг | Бронза |
| Чемпіонат Азії з боротьби 2008 | Киргизстан | жіноча боротьба, до 72 кг | Бронза |
| Чемпіонат Азії з боротьби 2009 | Киргизстан | жіноча боротьба, до 72 кг | Бронза |
| Чемпіонат Азії з боротьби 2010 | Киргизстан | жіноча боротьба, до 72 кг | 5      |
| Чемпіонат Азії з боротьби 2011 | Киргизстан | жіноча боротьба, до 72 кг | 5      |
| Чемпіонат Азії з боротьби 2012 | Киргизстан | жіноча боротьба, до 72 кг | 5      |

### Виступи на Азійських іграх
| Змагання           | Збірна     | Вагова категорія          | Місце  |
| ------------------ | ---------- | ------------------------- | ------ |
| Азійські ігри 2002 | Киргизстан | жіноча боротьба, до 72 кг | Бронза |
| Азійські ігри 2006 | Киргизстан | жіноча боротьба, до 72 кг | Бронза |
| Азійські ігри 2010 | Киргизстан | жіноча боротьба, до 72 кг | 7      |

### Виступи на інших змаганнях
| Змагання                                                        | Збірна     | Вагова категорія          | Місце |
| --------------------------------------------------------------- | ---------- | ------------------------- | ----- |
| Олімпійський кваліфікаційний турнір з боротьби 2004 (Туніс)     | Киргизстан | жіноча боротьба, до 72 кг | 10    |
| Олімпійський кваліфікаційний турнір з боротьби 2008 (Хапаранда) | Киргизстан | жіноча боротьба, до 72 кг | 13    |
| Олімпійський кваліфікаційний турнір з боротьби 2012 (Астана)    | Киргизстан | жіноча боротьба, до 72 кг | 7     |
| Олімпійський кваліфікаційний турнір з боротьби 2012 (Тайюань)   | Киргизстан | жіноча боротьба, до 72 кг | 17    |